# Darapiosit
Das Mineral Darapiosit ist ein sehr selten vorkommendes Ringsilikat aus der Milaritgruppe innerhalb der Mineralklasse der „Silikate und Germanate“ mit der Endgliedzusammensetzung KNa2Mn2+2Zn2LiSi12O30.
Darapiosit kristallisiert mit hexagonaler Symmetrie und entwickelt farblose bis weiße, isometrische Kriställchen von unter einem Zentimeter Größe. Auf den Oberflächen der durchsichtigen bis durchscheinenden Kristalle zeigt sich ein glasähnlicher Glanz.
Darapiosit bildet sich in alkalireichen Pegmatiten bei niedrigem Druck (< 2 kbar) und mittleren Temperaturen um 450–500 °C. Es ist bislang nur an seiner Typlokalität, den Moränen des Darai-Pioz-Gletschers im Alaigebirge in Tadschikistan, gefunden worden.

## Etymologie und Geschichte
Entdeckt wurde Darapiosit in den Moränen des Gletschers Dara-i-Pioz (auch Darai-Pioz) im Alaigebirge in Tadschikistan und 1976 von Ye. I. Semenov, V. D. Dusmatov, A. P. Khomyakov, A. A. Voronkov und M. Y. Kazakova als neues Mineral der Milaritgruppe beschrieben. Sie benannten das Mineral nach dem Fundort, Dara-Pioz im nördlichen Tadschikistan, Darapiosit.

## Klassifikation
In der veralteten 8. Auflage der Mineralsystematik nach Strunz ist Darapiosit noch nicht verzeichnet.
Im Lapis-Mineralienverzeichnis nach Stefan Weiß, das sich aus Rücksicht auf private Sammler und institutionelle Sammlungen noch nach dieser alten Form der Systematik von Karl Hugo Strunz richtet, erhielt das Mineral die System- und Mineral-Nr. VIII/E.22-130. In der „Lapis-Systematik“ entspricht dies der Klasse der „Silikate und Germanate“ und dort der Abteilung „Ringsilikate“, wo Darapiosit zusammen mit Agakhanovit-(Y), Almarudit, Armenit, Berezanskit, Brannockit, Chayesit, Dusmatovit, Eifelit, Emeleusit, Faizievit, Friedrichbeckeit, Klöchit, Lipuit, Merrihueit, Milarit, Oftedalit, Osumilith, Osumilith-(Mg), Poudretteit, Roedderit, Shibkovit, Sogdianit, Sugilith, Trattnerit, Yagiit und Yakovenchukit-(Y) die Gruppe „Doppelte Sechserringe [Si12O30]12− – Milarit-Osumilith-Gruppe“ mit der System-Nr. VIII/E.22 bildet (Stand 2018).
Die von der International Mineralogical Association (IMA) zuletzt 2009 aktualisierte 9. Auflage der Strunz’schen Mineralsystematik ordnet den Darapiosit ebenfalls in die Abteilung der „Ringsilikate (Cyclosilikate)“ ein. Diese ist weiter unterteilt nach der Struktur der Ringe, so dass das Mineral entsprechend seinem Aufbau in der Unterabteilung „[Si6O18]12−-Sechser-Doppelringe“ zu finden ist, wo es zusammen mit Almarudit, Armenit, Berezanskit, Brannockit, Chayesit, Dusmatovit, Eifelit, Friedrichbeckeit, Klöchit, Merrihueit, Milarit, Oftedalit, Osumilith, Osumilith-(Mg), Poudretteit, Roedderit, Shibkovit, Sogdianit, Sugilith, Trattnerit und Yagiit die „Milaritgruppe“ mit der System-Nr. 9.CM.05 bildet.
Die Systematik der Minerale nach Strunz (9. Auflage) wird von „Hudson Institute of Mineralogy“ in der Mineraldatenbank „Mindat.org“ weitergeführt. Hier gehört Darapiosit in die Klasse „Silicate und Germanate“ und die Abteilung der „Ringsilikate“ (englisch [Cyclosilicates). Diese ist weiter unterteilt nach der Zähligkeit und Multiplizität der Silicatringe und Darapiosit wird in der Unterabteilung „sechser-Doppelringe“ (englisch Si6O18]2- 6-membered double rings) mit der Systemnummer 9.CM geführt, zusammen mit den zuvor aufgeführten Mineralen der Milarit-Gruppe, den neu hinzugekommenen Mineralen Aluminosugilith und Laurentthomasit sowie dem verwandten Mineral Faizievit.
Auch die vorwiegend im englischen Sprachraum gebräuchliche Systematik der Minerale nach Dana ordnet den Darapiosit in die Klasse der „Silikate und Germanate“, dort allerdings in die bereits feiner unterteilte Abteilung der „Ringsilikate: Kondensierte Ringe“ ein. Hier ist er in der „Milarit-Osumilith-Gruppe (Milarit-Osumilith-Untergruppe)“ mit der System-Nr. 63.02.01a innerhalb der Unterabteilung „Ringsilikate: Kondensierte, 6-gliedrige Ringe“ zu finden.

## Chemismus
Darapiosit vom Dara-i-Pioz-Gletscher hat die empirische Zusammensetzung
[12]K [9](Na1,22K0,36□0,42) [6](Mn2+1,54Zr0,30Y0,23Mg0,03) [4](Li1,53Zn1,15Fe2+0,31) [4]Si11,98O30, wobei in den eckigen Klammern die Koordinationszahl der jeweiligen Position in der Kristallstruktur angegeben ist.
Die Endgliedzusammensetzung des Darapiosit war umstritten. Semenov und Mitarbeiter gaben 1976 die vereinfachte Zusammensetzung mit (K,Na)3ZrLi(Mn,Zn)2Si12O30 an.
Cooper et al. definierten 1999 Darapiosit als K Na2 Mn2+2 LiZn2 Si12O30 und die Gruppe von Sokolova und Hawthorne ein Jahr später als KNa2Mn2+Zr4+Li3Si12O30.
Hawthorne, an der Veröffentlichung von beiden widersprüchlichen Formeln beteiligt, publizierte 2002 ein allgemeines Schema zur Ermittlung der Endgliedzusammensetzungen komplexer Mischkristalle und bestätigt die Darapiosit-Formel des Teams um Cooper: KNa2Mn2+2LiZn2Si12O30.
In der „IMA/CNMNC-Liste der Minerale und Mineralnamen“ wird die vereinfachte Zusammensetzung mit KNa2Mn2(Li2ZnSi12)O30 angegeben (Stand 2023). Diese Zusammensetzung ist elektrisch nicht neutral und weist einen Überschuss von einer negativen Ladung auf. Als Quelle wird die Strukturuntersuchung von Giovanni Ferraris und Mitarbeitern (1999) aufgeführt, in der diese Formel nicht erwähnt wird.
Die gemessenen Zusammensetzungen von Darapiosit entsprechen Mischkristallen von im Wesentlichen Darapiosit mit Sogdianit (Zr-Einbau) und einem Hypothetischen Endglied der Zusammensetzung K□2 M3+2 Zn2Li Si12O30 (Y3+-Einbau).

## Kristallstruktur
Darapiosit kristallisiert mit hexagonaler Symmetrie der Raumgruppe P6/mcc (Raumgruppen-Nr. 192) mit den Gitterparametern a = 10,262 Å und c = 14.307 Å sowie zwei Formeleinheiten pro Elementarzelle. 
Darapiosit ist isotyp zu Milarit, das heißt, er kristallisiert mit der gleichen Struktur wie Milarit. Die 12-fach koordinierte C-Position ist voll besetzt mit Kalium (K+), die 9-fach koordinierte B-Position nicht ganz vollständig mit Natrium (Na+) und Kalium. Mangan (Mn2+), Zirkon (Zr4+), Yttrium (Y3+) und Spuren von Magnesium (Mg2+) füllen die 6-fach koordinierte A-Position. Die tetraedrisch koordinierten T2-Position enthält vorwiegend Lithium (Li+) sowie Zink (Zn2+) und etwas Eisen ((Fe2+)). Die T1-Position, die die 6er-Doppelringe aufbaut, enthält nur Silizium (Si4+).

## Bildung und Fundorte
Darapiosit bildet sich in alkalireichen, H2O-untersättigten Pegmatiten bei niedrigem Druck (<2 kbar) und Temperaturen um 450–500 °C.
Bislang wurde Darapiosit nur an seiner Typlokalität, dem Gletscher Dara-i-Pioz im Alaigebirge in Tadschikistan gefunden und dokumentiert (Stand 2023), wo es in Quarzaggregaten in den Moränen vorkommt. Darapiosit tritt hier zusammen mit Quarz, dem Natrium-Pyroxen Ägirin, Eudialyt, Schizolith, dem Lithium-Glimmer Polylithionit, dem Milaritgruppenmineral Sogdianit sowie Mikroklin und reliktischen Reedmergnerit.
Dieser sehr mineralreiche Fundort stellt die Typlokalität von 43 Mineralen dar (Stand 2023), davon allein 5 aus der Milaritgruppe: Berezanskit, Darapiosit, Dusmatovit, Shibkovit und Sogdianit. Weiterhin wurden hier die Milaritgruppenminerale Milarit, Osumilith, und Sugilith nachgewiesen.